# Herbert Tobias
Herbert Tobias (* 14. Dezember 1924 in Dessau; † 17. August 1982 in Hamburg) war ein deutscher Fotograf, der in den 1950er-Jahren als Modefotograf bekannt wurde. Als künstlerisch besonders wertvoll gelten seine Porträtstudien, seine russischen Aufnahmen aus dem Zweiten Weltkrieg und seine homoerotischen Männerbilder.

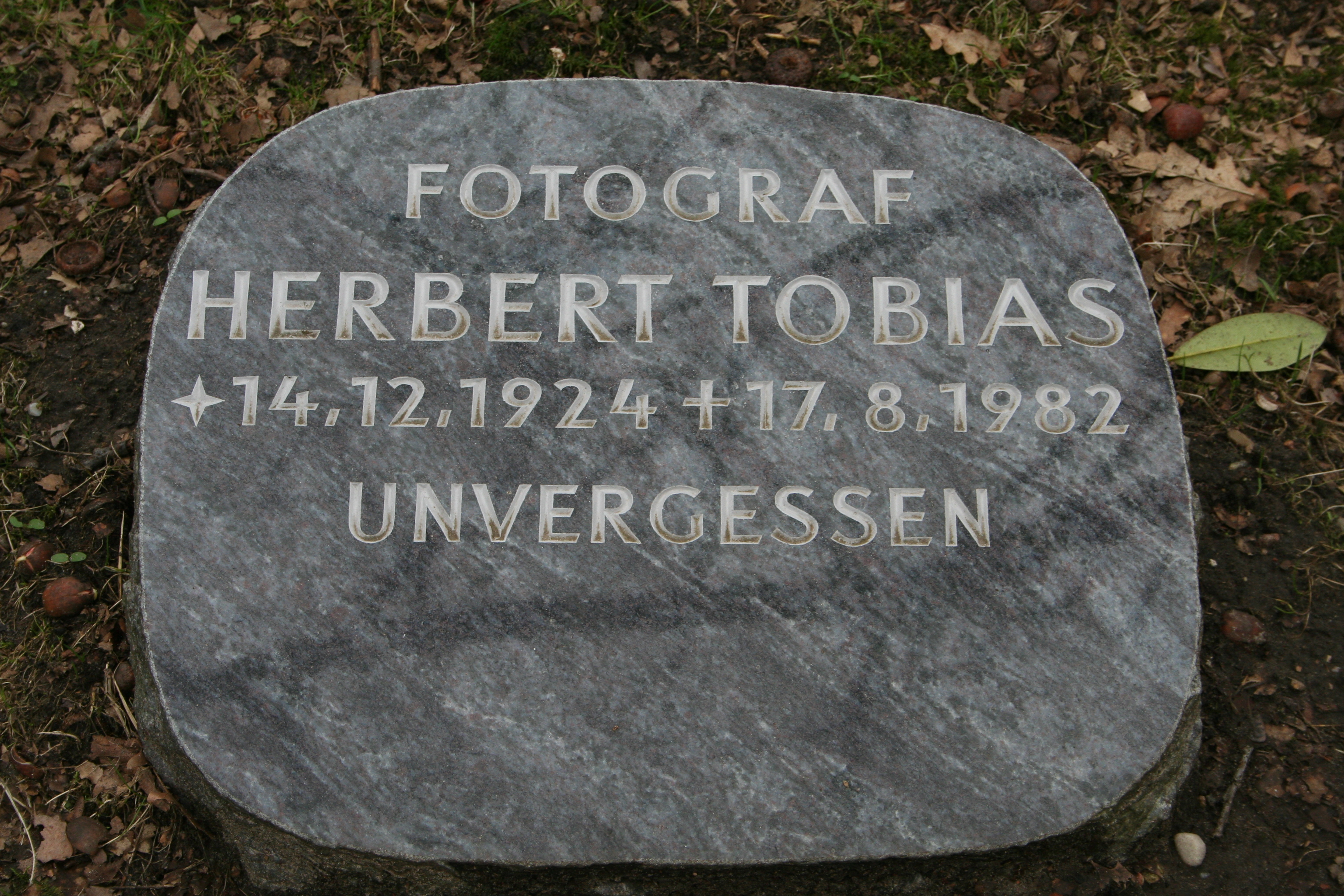
Grab von Herbert Tobias

## Leben
Herbert Tobias, Sohn eines Büchsenmachers in Dessau, war Autodidakt und brachte sich im Alter von zehn Jahren das Fotografieren und später auch das Entwickeln selbst bei. Eigentlich wollte er Schauspieler werden, aber der frühe Tod des Vaters 1936 verhinderte dies. Nach einer Tätigkeit als Landvermesser in Höxter wurde Tobias 1942 zur Wehrmacht eingezogen und an die Ostfront geschickt, wo erste bedeutende Aufnahmen entstanden. Kurz vor Kriegsende desertierte er und geriet an der Westfront in amerikanische Kriegsgefangenschaft, aus der er Ende 1945 entlassen wurde.
Nach dem Besuch einer Schauspielschule in Siegburg erhielt er ein Engagement bei dem Tournee-Theater Niedersachsen-Bühne. Als er sich ab 1948 im Heidelberger Raum aufhielt, lernte er einen Zivilangestellten der US-Armee kennen und verliebte sich in ihn. In diese Zeit fiel auch sein Coming-out. 1950 wurden die beiden aufgrund des § 175 denunziert und das Paar zog nach Paris.
In der französischen Hauptstadt begegnete Tobias dem bekannten deutschen Fotografen Willy Maywald, für den er als Retuscheur tätig wurde, und der ihm erste Kontakte in die Modewelt eröffnete. 1953 erschienen erste Arbeiten von Tobias in der Zeitschrift Vogue. Nachdem er im selben Jahr bei einer Razzia in der Pariser Schwulenszene Widerstand geleistet hatte, wurde er aus Frankreich ausgewiesen und kehrte nach Heidelberg zurück. Ab Oktober 1953 erschienen erste Modeaufnahmen von ihm in deutschen Magazinen und einen Monat später gewann er unter 18.000 Einsendern den 1. Preis eines hoch dotierten Titelbild-Wettbewerbs der Frankfurter Illustrierten Zeitung.
Nach seinem Umzug nach Berlin fand dort im November 1954 seine erste Einzelausstellung statt, die von Friedrich Luft lobend besprochen wurde („Tobias’ Schwarzweiß-Bilder haben tausend Farben“). In Berlin entdeckte er auch die später als Sängerin der amerikanischen Rockband Velvet Underground bekannt gewordene Nico und setzte sie als Fotomodell ein.
Durch Veröffentlichungen in vielen renommierten Zeitschriften war Herbert Tobias ab 1956 ein fester Begriff in der deutschen Modebranche. Seine Kontakte zur Mode- und Filmwelt führten in den nächsten Jahren zu einer Vielzahl von Porträtaufnahmen, unter anderem von Hildegard Knef, Zarah Leander, Valeska Gert, Amanda Lear, Klaus Kinski, Tatjana Gsovsky, Jean-Pierre Ponnelle, Andreas Baader.
Etwa ab 1960 fiel es Tobias zunehmend schwer, sich der Disziplin der Modebranche zu unterwerfen und es entstanden deutlich weniger Arbeiten. 1966 wandte er sich wieder der Schauspielerei zu und übernahm Rollen sowohl in Theater- als auch in Filmproduktionen.
1969, nach seiner Übersiedlung nach Hamburg-Altona, konnte er sich nur noch dank finanzieller Unterstützung seitens seiner Freunde und einiger Aufträge als Gestalter für Schallplattencover der Deutschen Grammophon Gesellschaft über Wasser halten.
Ab 1972 erschienen erste Arbeiten von ihm in verschiedenen Schwulenmagazinen, insbesondere in der Zeitschrift him applaus.
1981 fanden in Amsterdam und Berlin viel beachtete Ausstellungen seines Werkes statt. Diese späte Anerkennung und die Planung eines Bildbandes veranlassten ihn dazu, alte Negative systematisch neu abzuziehen und zu beschriften.
Nachdem er im Februar 1982 schwer erkrankt war, starb Herbert Tobias am 17. August des Jahres als einer der ersten Prominenten in Deutschland an AIDS. Tobias’ Ruhestätte auf dem Hauptfriedhof Hamburg-Altona wurde 2007 vom Hamburger Senat zum Ehrengrab erklärt.
Seinen fotografischen Nachlass vermachte Tobias der Berlinischen Galerie (Landesmuseum für Moderne Kunst, Fotografie und Architektur), die seinem Werk von Mai bis August 2008 eine große Retrospektive mit 200 Exponaten widmete. Sie war 2009 auch in den Hamburger Deichtorhallen zu sehen.